# Aaron Carter
Aaron Charles Carter (n. 7 decembrie 1987, Tampa, Florida, SUA – d. 5 noiembrie 2022, Lancaster, California, SUA) a fost un cântăreț american de muzică pop, fratele mai tânăr al cântărețului Nick Carter din formația Backstreet Boys. Aaron are o soră geamănă, Angel (care este fotomodel) și două surori mai mari, B.J. (Bobbie-Jean) și Leslie (care este tot cântăreață). 
Părinții săi au divorțat în 2003. Tatăl s-a recăsătorit în 2004 și are un băiat născut în 2005, iar mama celor 5 s-a recăsătorit, la rândul său, la sfârșitul lui 2005. Cei 5 frați realizează în Statele Unite un reality-show care se numește House of Carters și este difuzat începând cu octombrie 2006.
Aaron Carter a devenit foarte popular în întreaga lume, apărând frecvent în revistele de tineret de pretutindeni. Debutul de scenă s-a produs la 4 martie 1997, cu ocazia unui concert, alături de fratele său, Nick, și formația din care acesta face parte, Backstreet Boys. Primul său hit a fost melodia Crush On You, care a fost urmat de altele cum ar fi Crazy Little Party Girl sau Surffin' U.S.A.. Carter a avut relații de scurtă durată cu Lindsay Lohan și Hillary Duff.